# Ōza 1992
L'Ōza 1992 è stata la quarantesima edizione del torneo goistico giapponese Ōza.

## Svolgimento

### Fase preliminare
La fase preliminare serve a determinare chi accede al torneo per la selezione dello sfidante. Consiste in una serie di tornei preliminari iniziali, i cui vincitori si qualificano al torneo per la determinazione dello sfidante.
- W indica vittoria col bianco
- B indica vittoria col nero
- X indica la sconfitta
- +R indica che la partita si è conclusa per abbandono
- +N indica lo scarto dei punti a fine partita
- +F indica la vittoria per forfeit
- +T indica la vittoria per timeout
- +? indica una vittoria con scarto sconosciuto
- V indica una vittoria in cui non si conosce scarto e colore del giocatore

|  | Primo turno       | Primo turno       | Primo turno |  |  | Secondo turno     | Secondo turno     | Secondo turno    |       |                   | Semifinali        | Semifinali    | Semifinali |  |  | Finale | Finale | Finale |
|  |                   |                   |             |  |  |                   |                   |                  |       |                   |                   |               |            |  |  |        |        |        |
|  | Shoji Hashimoto   | Shoji Hashimoto   | W+7,5       |  |  |                   |                   |                  |       |                   |                   |               |            |  |  |        |        |        |
|  | Norio Kudo        | Norio Kudo        |             |  |  | Shoji Hashimoto   | Shoji Hashimoto   | B+R              |       |                   |                   |               |            |  |  |        |        |        |
|  | Cho Chikun        | Cho Chikun        | B+3,5       |  |  | Cho Chikun        | Cho Chikun        |                  |       |                   |                   |               |            |  |  |        |        |        |
|  | Hideo Otake       | Hideo Otake       |             |  |  |                   |                   |                  |       | Shoji Hashimoto   | Shoji Hashimoto   |               |            |  |  |        |        |        |
|  | Norimoto Yoda     | Norimoto Yoda     | B+R         |  |  |                   | Norimoto Yoda     | Norimoto Yoda    | W+R   |                   |                   |               |            |  |  |        |        |        |
|  | Satoshi Kataoka   | Satoshi Kataoka   |             |  |  | Norimoto Yoda     | Norimoto Yoda     | B+8,5            |       |                   |                   |               |            |  |  |        |        |        |
|  | Hideki Komatsu    | Hideki Komatsu    |             |  |  | Masao Kato        | Masao Kato        |                  |       |                   |                   |               |            |  |  |        |        |        |
|  | Masao Kato        | Masao Kato        | B+R         |  |  |                   |                   |                  |       |                   | Norimoto Yoda     | Norimoto Yoda |            |  |  |        |        |        |
|  | Yasumasa Hane     | Yasumasa Hane     |             |  |  |                   | Kōichi Kobayashi  | Kōichi Kobayashi | W+6,5 |                   |                   |               |            |  |  |        |        |        |
|  | Hiroshi Yamashiro | Hiroshi Yamashiro | W+1,5       |  |  | Hiroshi Yamashiro | Hiroshi Yamashiro | B+R              |       |                   |                   |               |            |  |  |        |        |        |
|  | Masaki Takemiya   | Masaki Takemiya   |             |  |  | Yoshio Ishida     | Yoshio Ishida     |                  |       |                   |                   |               |            |  |  |        |        |        |
|  | Yoshio Ishida     | Yoshio Ishida     | W+1,5       |  |  |                   |                   |                  |       | Hiroshi Yamashiro | Hiroshi Yamashiro |               |            |  |  |        |        |        |
|  | Kōichi Kobayashi  | Kōichi Kobayashi  | B+7,5       |  |  |                   | Kōichi Kobayashi  | Kōichi Kobayashi | W+R   |                   |                   |               |            |  |  |        |        |        |
|  | Rin Kaiho         | Rin Kaiho         |             |  |  | Kōichi Kobayashi  | Kōichi Kobayashi  | B+R              |       |                   |                   |               |            |  |  |        |        |        |
|  | Goro Miyazawa     | Goro Miyazawa     |             |  |  | Satoru Kobayashi  | Satoru Kobayashi  |                  |       |                   |                   |               |            |  |  |        |        |        |
|  | Satoru Kobayashi  | Satoru Kobayashi  | W+R         |  |  |                   |                   |                  |       |                   |                   |               |            |  |  |        |        |        |

### Finale
La finale è una sfida al meglio delle cinque partite.